# メーカー非公式 初音みっくす
『メーカー非公式 初音みっくす』（メーカーひこうしき はつねみっくす、Unofficial Hatsune Mix）はKEIによる日本の漫画作品。『月刊コミックラッシュ』（ジャイブ）2008年1月号から2010年12月号まで連載された。

## 概要
クリプトン・フューチャー・メディアの音声合成ソフト「キャラクター・ボーカル・シリーズ」の第1弾である「初音ミク」を、初音ミクのキャラクターデザイナーであるKEI自身が漫画化した作品。ただし同社が販売する音声合成ソフトの初音ミクには物語的な背景を与えず設定を最小限にとどめ、ユーザーが自由にイメージを作り上げられるキャラクターとしての方針が取られており、本作も公式な設定に基づくストーリーではなく非公式の案件としての扱いとなっている。そうした背景もあり、タイトルにはアンオフィシャルの作品であることを強調する「メーカー非公式」が冠されている。
クリプトン・フューチャー・メディアは連載に際して作者のKEIに対し「内容的に他の世界観に波及/干渉する要素を最小限にしていただく」という要望を了解してもらったとしており、作者のKEIもインタビュー記事において、本作についても自分が作ったキャラクターの性格を押し付けるのは本意ではないとしており、「こういうのもあります」くらいの気持ちで見てもらえれば幸いであると述べている。
著作権表記は「(C)2007 CRYPTON FUTURE MEDIA, INC. ALL RIGHTS RESERVED.」とされており、各巻単行本の奥付には、クリプトンの承諾を得て発行していることが明記されている。第1巻初版の帯には、本作がクリプトン・フューチャー・メディア担当者の「黙認」である旨を記したキャッチコピーが書かれている。
2008年12月に単行本第1巻が発売され、2010年11月まで全3巻が発売された。なお、単行本には「大人の事情」もあって連載版の第1話（1st song）「捨てみっくす」が収録されていない。加えて単行本では一部エピソードの配列が掲載順から変更されたものもあり、単行本の話数カウントは連載版と一致していない。
2010年12月号の連載第32話「騙されみっくす」で連載終了となった。単行本の最終巻では「描き下ろしみっくす」が最終エピソードとなっている。

## 基本設定
各話ごとに異なる様々な設定の初音ミクを楽しめることを趣旨としており、北海道（主に札幌市周辺）が舞台であること以外に決まったストーリーは無く、各話とも読み切り形式でミクや鏡音リン・レンを始めとするキャラクター達が様々なシチュエーションで人の役に立ったりトラブルを起こしたりする。オムニバス作品であるため設定も毎回微妙に変わっていて、各話の物語的繋がりはない。ただし作中において登場人物から、触れ込みに反して貧乏を題材にした設定が多いことを指摘される場面もある。
「ネギ」「はちゅねミク」「みっくみく」のような、インターネット上で創作された設定や事象などを織り交ぜて描かれたエピソードもある。ゲーム作品『初音ミク -Project DIVA-』とのタイアップも行われ、同作に関連したエピソードなども描かれた。

## 登場人物
本項の話数は雑誌掲載時のものと単行本収録時のものを併記する。

### キャラクター・ボーカル・シリーズ
初音 ミク（はつね ミク）
主人公。基本設定は初音ミクを参照。
性格設定は各話によって大きく異なるが、歌が好きな少女という点は一貫している。
「みくみく」が口癖。ときに、なぜかネギを手にさせられる。また、ミクや鏡音リン・レンはボーカロイドであって人間ではないという描写がされている場面が多い。
初期はふきだしの付いたセリフを喋ることは少なかったが、連載第4話（単行本第3話）以降は普通にふきだし付きで会話している。
鏡音 リン（かがみね リン）
キャラクター・ボーカル・シリーズの第2弾。基本設定は鏡音リン・レンを参照。
ミクの妹分に当たり、ミクのことを「お姉ちゃん」と呼ぶ。連載第1話の予告を経て連載第2話（単行本第1話）で鏡音レンと共に突然登場。自動車代わりにロードローラーを乗り回す（連載第3話/単行本第2話）。
鏡音 レン（かがみね レン）
キャラクター・ボーカル・シリーズの第2弾。リンのパートナーで、ミクの弟分。
クリプトンの公式設定では「双子かどうかは不明」とされているが、本作では「双子の姉弟」として扱われている。ゲームが好きで、携帯ゲーム機「PPP」で遊んでいることが多い。
巡音 ルカ（めぐりね ルカ）
キャラクター・ボーカル・シリーズの第3弾。基本設定は巡音ルカを参照。
2009年1月の正式発表直後、連載第15話（単行本第14話）に端役で登場。本格的な登場は連載第15話（単行本第16話）から。

### その他の人物
お姉さん（おねえさん）
ショートヘアーの女性。ミクやリンからはお姐ちゃん（おねえちゃん）と呼ばれている。本名は「メ…」で始まるらしいが、アイドル歌手であったことを匂わせる過去と共に詳細は「秘密」とされている。プロデューサーや学校の先輩など、ミクたちの姉のような存在として描かれる。趣味は飲酒で、酒癖の悪さは相当なもの。連載第1話より登場。
お兄さん（おにいさん）
マフラーがトレードマークの青年。外見は「カ…」で、連載第7話（単行本第6話）では「海人」と書かれたTシャツを着て登場しているがお姉さん（お姐ちゃん）と同様、詳細は「秘密」とされている。主にミクたちの兄貴分やお姉さん（お姐ちゃん）にいじめられるヘタレキャラとして描かれる。初登場の連載第2話（単行本第1話）では後ろ向きで顔が見えず、連載第3話（単行本第2話）では顔は見えるもののセリフは無く、本格的な登場は連載第5話（単行本第4話）から。三度の飯より十勝アイスクリームが好き。
wat（ワット）
お姉さん（お姐ちゃん）の部下や街の通行人など、様々な役回りで描かれる男性。「wat」はハンドルネーム。「最高だよ!」「最高じゃないですか?」が口癖。常人には理解し難いセンスの持ち主で、ミクにいい加減な追加設定をつけようとすることも。連載第2話（単行本第1話）より登場。
はちゅねミク
初音ミクをデフォルメした造型のキャラクターで、本作では初音ミク本人と別個の存在として登場する。言葉を喋ることは無く、神出鬼没で何を考えているかもよくわからない謎のキャラクターとして扱われている。初音ミク本人よりネギ捌きが上手い。キャラクター原案・おんたま。連載第2話（単行本第1話）より登場。
この他、クリプトン公認のボーカロイド亜種（二次創作）である亞北ネル（あきた ネル）や弱音ハク（よわね ハク）、クリプトンの着ボイス配信サイト「まぜてよ★生ボイス」の登場キャラクターに似た外観のモブキャラクターが時おり登場している。

## 単行本
KEI 『メーカー非公式 初音みっくす』 ジャイブ〈CR COMICS DX〉、全3巻
1. 2008年12月14日発行（2008年12月7日発売[15]） ISBN 978-4-86176-589-6
2. 2009年11月15日発行（2009年11月7日発売[16]） ISBN 978-4-86176-727-2
3. 2010年11月14日発行（2010年11月6日発売[17]） ISBN 978-4-86176-799-9